# إريك كارلسون
إريك كارلسون (بالسويدية: Erik Carlsson) هو سائق رالي سويدي، ولد في 5 مارس 1929 في ترولهتان في السويد، وتوفي في 27 مايو 2015 في إنجلترا في المملكة المتحدة.